# バルフォア宣言

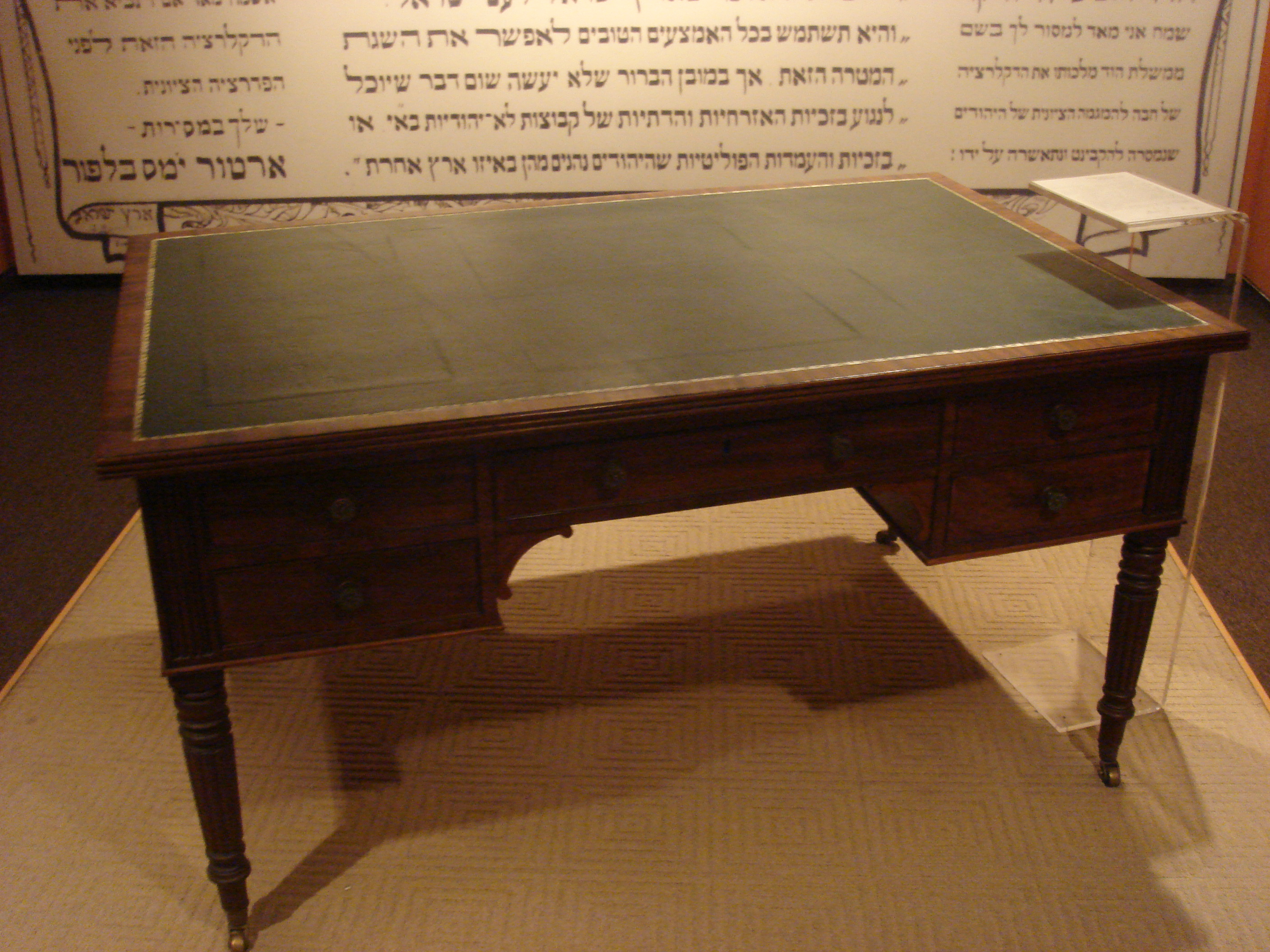
ディアスポラ博物館（イスラエル、テルアビブ）にあるバルフォアの机

バルフォア宣言（バルフォアせんげん、英語: Balfour Declaration、ヘブライ語: הצהרת בלפור）とは、第一次世界大戦中の1917年11月2日に、イギリスの外務大臣アーサー・バルフォアが、イギリスのユダヤ系貴族院議員であるロスチャイルド男爵ウォルター・ロスチャイルドに対して送った書簡で表明された、イギリス政府のシオニズム支持表明。この宣言をアメリカシオニスト機構に伝えるようロスチャイルド卿に依頼した。

## 概要
バルフォア宣言では、イギリス政府の公式方針として、パレスチナにおけるユダヤ人の居住地（ナショナルホーム）の建設に賛意を示し、その支援を約束している。
しかし、この方針は、1915年10月に、イギリスの駐エジプト高等弁務官ヘンリー・マクマホンが、アラブ人の領袖であるメッカ太守フサイン・イブン・アリーと結んだフサイン＝マクマホン協定（マクマホン宣言）と矛盾しているように見えたことが問題になった。すなわち、この協定でイギリス政府は、オスマン帝国との戦争（第一次世界大戦）に協力することを条件に、オスマン帝国の配下にあったアラブ人の独立を承認すると表明していた。フサインは、このイギリス政府の支援約束を受けて、ヒジャーズ王国を建国した。
一方でパレスチナでの国家建設を目指すユダヤ人に支援を約束し、他方でアラブ人にも独立の承認を約束する、更に英仏露による中東分割・秘密協定であるサイクス・ピコ協定を結ぶという、このイギリス政府の三枚舌外交が、現在に至るまでのパレスチナ問題の遠因になったといわれる。しかし、フサイン・マクマホン協定に規定されたアラブ人国家の範囲にパレスチナは含まれていないとの見方もあり、その場合この二つは矛盾していない。フサイン・イブン・アリーも、エルサレム市の施政権以外は地中海側のパレスチナへの関心は薄かったことが、後の息子ファイサルとハイム・ワイツマン博士との会談で証明されている。なおバルフォア宣言の原文では「ユダヤ国家」ではなく、あくまで「ユダヤ人居住地」として解釈の余地を残す「national home」（ナショナル・ホーム、民族郷土）と表現されており、パレスチナ先住民における権利を確保することが明記されている。加えて、もし民族自決の原則が厳格に適用されるならば、大多数がアラビア人である以上は主権がアラビア人のものであることは明示的であり、少なくとも移民（ユダヤ人）のものにならないことは、特に協定の必要なく理解されていた。
さらに、この2つの約束は、1916年5月にイギリス、フランス、ロシアの間で結ばれた秘密協定、サイクス・ピコ協定とも矛盾しているように見えたために問題になったが、内容を読めば実際のところはシリアのダマスカス付近の線引きが曖昧なこと以外、特に矛盾していないことがわかる。バルフォアは議会の追及に対して、はっきりと内容に矛盾が無いことを説明している。
- メソポタミアはイギリスの自由裁量→保護国としてのアラブ人主権国家イラク誕生。
- レバノンはフランスの委任統治→レバノンはフサイン・マクマホン書簡で規定されたアラブ人国家の範囲外である。（フサイン＝マクマホン協定も参照のこと）
- シリアはフランスの保護下でアラブ人主権国家となる→これまたフサイン・マクマホン書簡の内容とはそれほど矛盾しない。ただしシリアの首府ダマスカス近辺については、フランス統治領なのかアラブ人地域なのか曖昧な部分が残った。
- パレスチナに関しては、上記のとおり「居住地」としての解釈もあり、またフサイン・マクマホン書簡で規定されたアラブ人国家の範囲外である。あくまで居住地である以上、国際管理を規定するサイクス・ピコ協定とは矛盾しない。従って、少なくともバルフォア宣言と他の二つの協定の間には、文面上は何の矛盾もない。

## 背景
第一次世界大戦が始まって2年たった1916年夏、戦いは消耗戦の様相を呈し、イギリスが講和を模索していた時、ドイツ在住のシオニストがイギリスの戦時内閣に現れて、「諦めるのはまだ早い。アメリカがイギリスの味方として立ち上がればイギリスは勝つことができる。私たちが、アメリカがイギリスの味方となり、ドイツと戦うよう保証しましょう。約束はただ一つ。戦勝の暁にはパレスチナの地にユダヤ人国家を樹立させることです」ということを提案した。同年10月、イギリスはこの条件を呑んだ。ユダヤ人はロシアから強い迫害を受けており、アメリカに逃れたユダヤ人はロシアに勝ってほしくなかったので、それまでのアメリカの新聞はドイツに好意的な報道をしていた。しかし、この取引が成立すると、アメリカの新聞論調は一変し、あらゆるプロパガンダが開始されて、邪悪なドイツをやっつけろという世論がアメリカで醸成されていった。反独プロパガンダによる反ドイツのアメリカ世論、ツィンメルマン電報、ドイツ潜水艦によるアメリカ艦船撃沈などにより、1917年4月6日、アメリカはドイツに宣戦布告した。アメリカ参戦が決まると、シオニストはイギリスに行き、約束の履行を迫った。同年10月にアメリカ合衆国大統領のウッドロウ・ウィルソンも宣言の発表に賛同し、同年11月2日、ユダヤ人にアメリカ社会を動かす力があることを認識したイギリスは、ユダヤ人がパレスチナの地で自治政府を作ることをイギリス政府が承認し、その目的のために最大限の努力を払うとしたバルフォア宣言を発表した。

## 宣言の内容
バルフォア宣言を表明した、バルフォア外相からロスチャイルド卿に送られた書簡

### 和訳文
外務省

1917年11月2日

親愛なるロスチャイルド卿

私は、英国政府に代わり、以下のユダヤ人のシオニスト運動に共感する宣言が内閣に提案され、そして承認されたことを、喜びをもって貴殿に伝えます。

「英国政府は、ユダヤ人がパレスチナの地に国民的郷土を樹立することにつき好意をもって見ることとし、その目的の達成のために最大限の努力を払うものとする。ただし、これは、パレスチナに在住する非ユダヤ人の市民権、宗教的権利、及び他の諸国に住むユダヤ人が享受している諸権利と政治的地位を、害するものではないことが明白に了解されるものとする。」

貴殿によって、この宣言をシオニスト連盟にお伝えいただければ、有り難く思います。

敬具

アーサー・ジェームズ・バルフォア

## 中央同盟国陣営の反応
このような動きに対して中央同盟国も対抗し、オスマン帝国の大宰相タラート・パシャは「パレスチナのユダヤ人の正当な要望に応える」とする声明を発表した。

## イギリスのパレスチナ委任統治
オスマン・トルコの下のパレスチナでは、日常的にはアラビア語パレスチナ方言などが使用されていたが、1880年代から、エリエゼル・ベン・イェフダーなどのシオニストが、ヘブライ語の日常使用の復活のためにヘブライ言語アカデミーを設置するなどの活動を行っていた。
イギリスは、第一次世界大戦が中央同盟国側の敗戦に終わった後の1918年にパレスチナの占領統治を開始し、その委任統治当局は1919年に、ヘブライ語をパレスチナにおける公用語の一つと宣言した。また、ヴェルサイユ条約と同時に発足した国際連盟の理事会は、1922年7月24日、バルフォア宣言の条文を使った委任統治領パレスチナの決議案を公式に承認し、この決議は、1923年9月26日に発効した。初代高等弁務官にはユダヤ教徒かつシオニストのハーバート・サミュエルが就任し、約2000年ぶりにパレスチナを統治するユダヤ人とも評された。一方で1939年にイギリスは「マクドナルド白書」によってユダヤ人国家の否定・ユダヤ人移民の制限・10年以内のアラブ人主導によるパレスチナ独立国の創設が宣言された。
第二次世界大戦の後の1947年、国際連盟から再編された国際連合は、パレスチナ分割決議を行い、委任統治領をパレスチナとイスラエルの2つの自治領に分割することが決定され、1948年5月14日のイスラエル独立宣言とともに、イギリスの委任統治は終了した。
ただし、これをきっかけに第一次中東戦争が発生して1949年に停戦になるも、パレスチナはイスラエルが実効支配した地域を除いて東エルサレムを含むヨルダン川西岸地区はヨルダンにガザ地区はエジプトとそれぞれ実効支配されたことがアラブ人によるパレスチナ国は長く建国されず、1967年の第三次中東戦争でイスラエルが東エルサレムを含むヨルダン川西岸地区はヨルダンにガザ地区を実効支配された。パレスチナの独立宣言は1988年11月15日になって行われ、パレスチナ自治政府は1994年のオスロ合意によって設立されたが、パレスチナ国としての完全な独立国家としての主権が行使できない状況になっている。